# 남양주시립박물관
남양주시립박물관(Namyangju Museum)은 남양주시에 있는 역사 박물관이다.

## 연혁
- 2010년 4월 27일 개관

## 관람 안내
- 관람시간 : 10:00-18:00 / 관람 종료 30분 전 입장 가능
- 휴관일 : 매주 월요일, 1월 1일, 설날, 추석
- 입장료 : 무료 (※ 2018년 5월 3일부터)